# Димитровградская мечеть
Димитровградская мечеть находится в историческом центре города на пересечении улицы Дзержинского и улицы Хмельницкого.

## История
Впервые с прошением о постройке мечети жители Мелекесса, как тогда назывался Димитровград, обратились к властям в 1886 г. Однако их просьба была удовлетворена только спустя десять лет, когда в июле 1896 года Мелекесская Посадская Управа согласилась с тем, что возведение мечети является необходимым для общества, и в том же году началось строительство мечети.
В советские времена в 1930-е гг. мечеть была закрыта, лишена минарета, но не была полностью снесена. Здесь в разные годы размещались различные учреждения, в том числе и детская музыкальная школа.
В 1992 г. здание мечети было возвращено мусульманам. У мечети восстановили минарет, и в ней снова начались проводиться богослужения. В 2006 г. мечеть прошла капитальный ремонт, который проводился за счёт пожертвований и обошёлся в 2 млн рублей. 16 сентября 2006 г. обновлённая мечеть была открыта, а на торжественной церемонии присутствовал губернатор Ульяновской области Сергей Морозов.